# Кудряшівська сільська рада
| Кудряшівська сільська рада — колишній орган місцевого самоврядування у Кремінському районі Луганської області з адміністративним центром у с. Кудряшівка. Сільській раді були підпорядковані населені пункти: - с. Кудряшівка - с. Індустріальне |

## Склад ради
Рада складалася з 16 депутатів та голови.

### Керівний склад ради
| ПІБ                         | Основні відомості                                                    | Дата обрання | Дата звільнення |
| --------------------------- | -------------------------------------------------------------------- | ------------ | --------------- |
| Чубенко Іван Васильович     | Сільський голова, 1955 року народження, освіта, член Партії регіонів | 26.03.2006   | 31.10.2010      |
| Бурмістров Ігор Валерійович | Сільський голова, 1986 року народження, освіта вища,                 | 31.10.2010   |                 |

Примітка: таблиця складена за даними джерела